# Giovanni Cavino

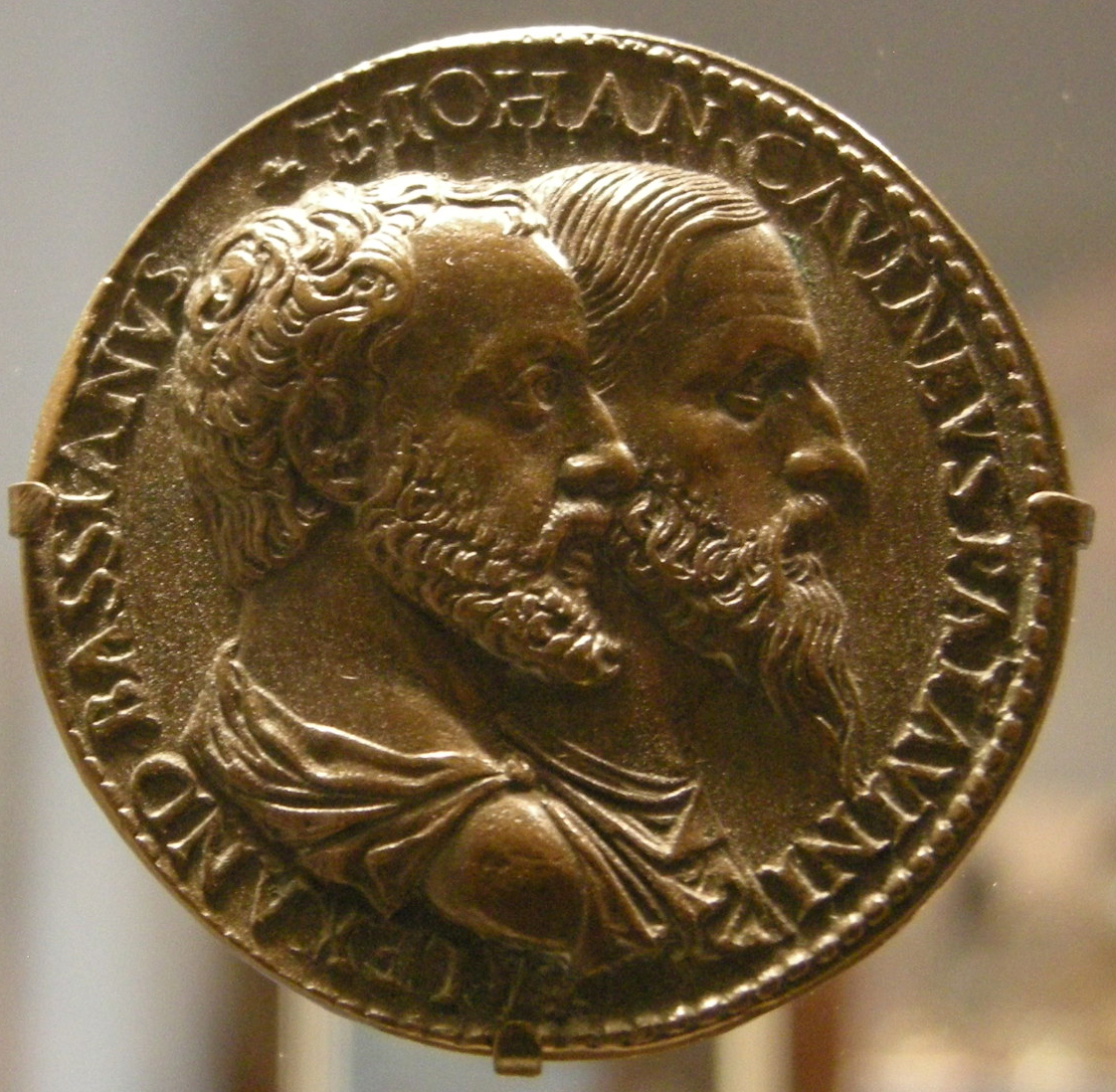
Selbstporträt (rechts) mit Alessandro Bassiano (links), 1538

Giovanni Cavino (* 1500 in Padua; † 1570) war ein italienischer Stempelschneider und Medailleur aus Padua. 
Gemeinsam mit dem Gelehrten Alessandro Bassiano erfand und schuf Cavino verschiedene Nachschöpfungen antiker Münzen, die Paduaner genannt werden.  Da diese Münzen freie Nachschöpfungen antiker Originale waren, sind es auch keine echten Fälschungen. Diese freien Interpretationen antiker Originale entsprachen dem damaligen Zeitgeist der Rezeption antiker Kunstwerke. Die Stempel seiner Werke kamen in den Besitz der Bibliothèque nationale de France Paris. Davon wurden für diverse Museen Bleiabschläge angefertigt.